# SoftBank 942SH
THE PREMIUM5 SoftBank 942SH（ザ　プレミアム５ ソフトバンク 942 エスエイチ）はシャープが開発し、ソフトバンクモバイルが販売するW-CDMA通信方式の携帯電話端末。ここでは、兄弟機である、SoftBank 942SH KTについても述べる。

## 特徴
- シャープ製端末ソフトバンクモバイル向けのTHE PREMIUMシリーズ。SoftBank 935SHの後継モデル。
- 発表時点ではゴールドというカラーは存在していなかったのだが、発売日が決定した際に3月予定でゴールドが登場するアナウンスが行われた。
- 表面デザインは初代の820SHなどとデザインが似ているが、942SHは7×17ドットのLEDが搭載されている。
- 持ちやすさを意識しており、丸みを帯びたボディラインである。
- 同時期発売の940SH、941SH、943SHには、ケータイWi-Fiに対応しているが、こちらは対応していない。
- 942SH KTは、831SH KT以来の、ハローキティとのコラボレーションケータイで、前回より大人っぽいデザインに仕上げている。

## 不具合
942SH
- 2010年4月 - まれにディスプレイに線が入ったり、下半分が黒くなって文字などが表示できなくなったりする不具合
- 2010年9月 - 電池の持ちが悪くなる不具合

942SH KT
- 2010年8月 - まれにディスプレイに線が入ったり、下半分が黒くなって文字などが表示できなくなったりする不具合